# Charles Bonnet (naturaliste)
Pour les articles homonymes, voir Bonnet et Charles Bonnet.

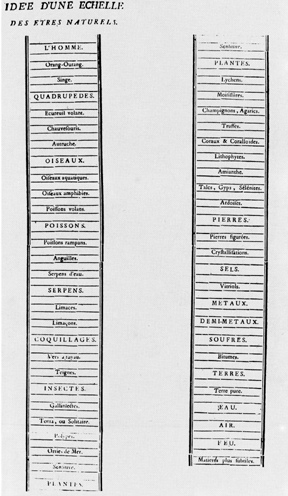
Idée d'une échelle des êtres publiée dans le Traité d'insectologie (1745)

Charles Bonnet, né le 13 mars 1720 à Genève et mort le 20 mai 1793 dans la même ville, est un naturaliste et philosophe genevois. On lui attribue parfois la nationalité suisse, mais il était plutôt de nationalité genevoise, la République de Genève, bien qu'alliée aux cantons suisses protestants depuis le XVIe siècle, ne s'étant jointe à la Confédération suisse qu'en mai 1815. On doit à Bonnet la description de la parthénogenèse chez le puceron, mais aussi des travaux sur les régénérations animales, la psychologie, et sur la théorie de la génération.

## Biographie
Fils de Pierre Bonnet et d'Anne-Marie Lullin de Chateauvieux, Charles Bonnet reçoit une éducation soignée. Il est destiné à une carrière de magistrat, mais le droit ne l'intéresse guère. À l'académie de Genève, il est d'abord l'élève des mathématiciens Gabriel Cramer et Jean-Louis Calandrini. Sous la direction de Cramer, il découvre l'œuvre de Newton, celle de Leibniz et celle de Malebranche, tout en faisant ses premiers pas d'entomologiste (1738). Son intérêt pour la physiologie végétale, qui devait se manifester un peu plus tard, trouve lui-même son origine dans une thèse soutenue en 1734 par Jacques-André Trembley (frère cadet d'Abraham) sous la direction de Calandrini. Sa passion pour l'histoire naturelle se développe également en lisant le Spectacle de la nature de l'abbé Pluche (1688-1761) et surtout les Mémoires pour servir à l'histoire des insectes de Réaumur (1683-1757). Dès l'âge de 18 ans, il établit d'ailleurs une correspondance avec ce dernier. Deux ans plus tard (1740), Bonnet est nommé correspondant de l'Académie des Sciences de Paris pour avoir réussi la démonstration expérimentale de la parthénogenèse du puceron, démonstration que Réaumur avait vainement tentée. En 1743, il devient fellow de la Royal Society. Il sera par la suite affilié à la plupart des académies et sociétés savantes de l'Europe, en particulier celles de Berlin, Stockholm, Saint-Pétersbourg et Bologne.
Bonnet se passionne donc pour la reproduction des pucerons et obtient onze générations successives sans la moindre fécondation. Il étudie également la faculté de régénération des vers. Ses résultats sont publiés avec un grand luxe de détails dans un Traité d'insectologie (1745), qui mettra fin au dogme de la génération sexuée. D'autres travaux entomologiques porteront sur la respiration des chenilles et des papillons, sur l'anatomie du tænia ou sur la régénération du limaçon ou des pattes d'écrevisse.

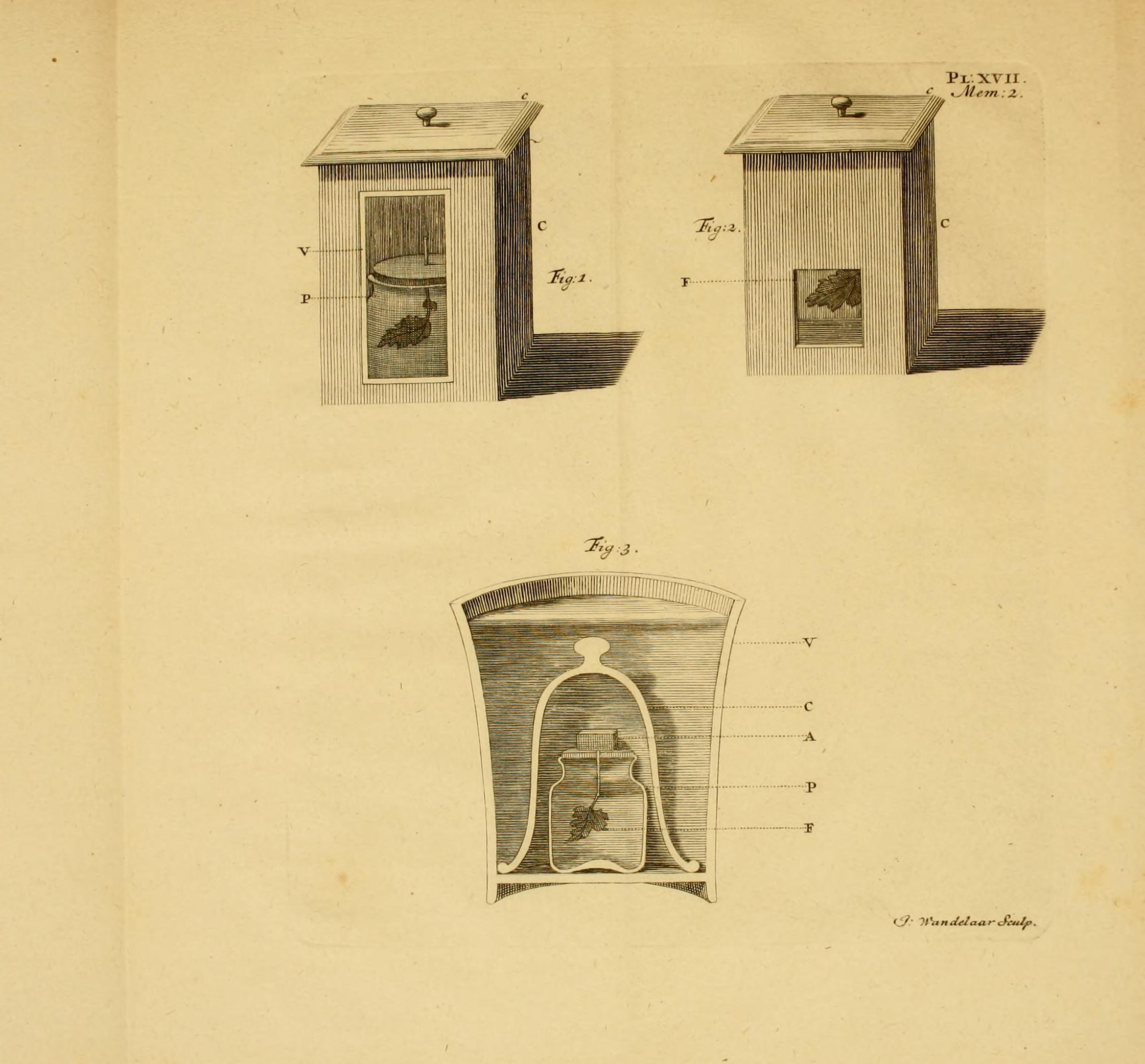
Planche des Recherches sur l'usage des plantes (1754) relative à des expériences de séquestration.

Bonnet se tourne ensuite vers la « physique végétale » et réalise d'innombrables expériences sur l'orientation des tiges et des feuilles en fonction de la lumière, de la chaleur ou de l'humidité, ainsi que sur l'étiolement, la transpiration des plantes, la disposition des feuilles. Il en résulte des Recherches sur l'usage des feuilles dans les plantes (1754) qui feront l'admiration de Cuvier : « C'est l'un des plus importants [traités] pour la science que le dix-huitième siècle ait produit », une opinion qui ne sera pas forcément reprise par la suite.
Dans ses Mémoires autobiographiques, Bonnet a accrédité l'idée que la suite de ses recherches expérimentales a été entravée par la cécité et par une attaque de paralysie. Ne pouvant plus se servir de microscope, il se serait alors orienté vers la biologie théorique, composant par ailleurs plusieurs écrits philosophiques tels que l'Essai de psychologie (1754) et l'Essai analytique sur les facultés de l'âme (1760). Il s'agit là d'une reconstitution a posteriori d'une démarche intellectuelle beaucoup plus complexe, où interviennent des considérations théoriques, philosophiques et religieuses aussi bien que des preuves empiriques fondées sur des séries d'observations et d'expériences réalisées avec la plus grande minutie et le plus grand soin. En réalité, les préoccupations théoriques étaient présentes dans son esprit dès son plus jeune âge, comme le prouve son appartenance précoce à une société de philosophie, ou la découverte, orientée par son maître Cramer, de l'œuvre de Leibniz. L'idée leibnizienne de l'échelle des êtres est d'ailleurs présente, sous la forme d'une illustration, dans son Traité d'insectologie. À l'inverse, Bonnet n'a jamais totalement cessé d'expérimenter lorsque le besoin d'éclaircir un point théorique se faisait sentir, même s'il préférait faire réaliser les expériences les plus cruciales par d'autres naturalistes genevois, ou par ses correspondants Albrecht von Haller et surtout Lazzaro Spallanzani.
C'est dans ce contexte qu'il rédige, assez tôt dans sa carrière, des "Méditations sur l'Univers", dont il tirera notamment en 1762 ses Considérations sur les corps organisés, une sorte de traité de biologie de la reproduction avant la lettre, où il expose notamment sa théorie sur la préexistence des germes, ainsi que les expériences qui paraissent la fonder. Pour lui, la production d'un nouvel être vivant est due à l'évolution d'un germe préexistant. Cette théorie permet d'expliquer l'apparition des êtres sans contredire la Bible, même interprétée d'une façon littérale, puisque tous les germes auraient ainsi été créés lors de la Genèse.
En 1764, il fait paraître sa Contemplation de la nature, ouvrage de synthèse traduit dans les principales langues européennes et qui lui vaut une grande renommée, y compris au-delà des cercles scientifiques.
Mais son œuvre la plus ambitieuse est sans doute sa Palingénésie philosophique (1769) dans laquelle il poursuit le développement de son système leibnizien. Il y défend l'immortalité de l'âme de l'être humain mais aussi de celle des animaux. C'est un vaste essai où il puise à des connaissances très vastes comme la géologie, la biologie, la psychologie et la métaphysique pour décrire la vie sur Terre et son futur. Il poursuit cette réinterprétation de la  Genèse dans les Recherches philosophiques sur les preuves du christianisme de 1773.
Pour le reste, la vie de Charles Bonnet est dépourvue d'évènements marquants. Il semble n'avoir jamais quitté le bassin genevois, ni avoir pris part aux affaires publiques à l'exception de la période comprise entre 1752 et 1768, durant laquelle il fut membre du conseil de la République. C'est au cours de cette période, plus précisément en 1755, qu'il publie dans le Mercure de France une critique du Discours sur l'origine et les fondements de l'inégalité parmi les hommes de Rousseau, rédigée sous le pseudonyme de Philopolis. Bonnet y soutient l'origine naturelle de la société. Rousseau répond par lettre à cette critique.
Bonnet passa les vingt-cinq dernières années de sa vie dans sa paisible retraite campagnarde de Genthod, près de Genève, où il mourut des suites d'une longue et pénible maladie le 20 mai 1793. Son épouse était issue de la famille De la Rive. Le couple n'eut pas d'enfants, mais était proche de Horace-Bénédict de Saussure, neveu de madame Bonnet.

## Contribution à la science
Charles Bonnet considérait avec une certaine condescendance les naturalistes systématiciens, qui se contentaient de nommer et de classer les espèces. Bien que très attaché à l'exactitude de ses observations et à la rigueur de ses expériences, il ne les considérait utiles que dans la mesure où elles permettaient d'établir un savoir théorique sur la nature, dont les règles d'élaboration devaient suivre les principes méthodologiques développés dans ses traités de psychologie, soit l′Essai de psychologie et l′Essai analytique sur les facultés de l'âme. Il est convaincu que la valeur du savoir obtenu dépend fortement du respect des règles de la logique et de la méthode, et de la connaissance des mécanismes de la sensation, de la perception et de la connaissance intellectuelle.
Dans ses traités « biologiques » sur la nature, Charles Bonnet s'attache à montrer que tous les êtres forment une échelle ininterrompue ; que tous proviennent de germes préexistants, etc. Dans ses traités de métaphysique, il accorde une grande part au cerveau et à l'organisation animale, mais sans tomber[non neutre], comme on l'en a accusé, dans le matérialisme et le fatalisme. Tout au contraire[non neutre], il était profondément religieux et optimiste quant au devenir des êtres et des espèces : il a tâché d'établir dans sa Palingénésie la nécessité d'une autre vie, non seulement pour l'homme, mais aussi pour les animaux.
Ses travaux lui valent les sarcasmes de Voltaire, toujours prompt à pourfendre les idées leibniziennes.
Dans le domaine médical il décrit le syndrome de Bonnet. En 1760 il relate le cas de son grand-père, âgé de 87 ans, atteint d'une cataracte sévère et qui, en dépit d'une quasi-cécité, se plaignait d'hallucinations visuelles élaborées et réalistes : il disait percevoir des personnages, des oiseaux et divers motifs plus ou moins complexes. Bonnet a laissé son nom à ce syndrome, dans lequel la majorité des personnes atteintes sont des sujets âgés présentant un déficit de la vision quelle qu'en soit l'origine.

## Œuvres (sélection)

### Ouvrages

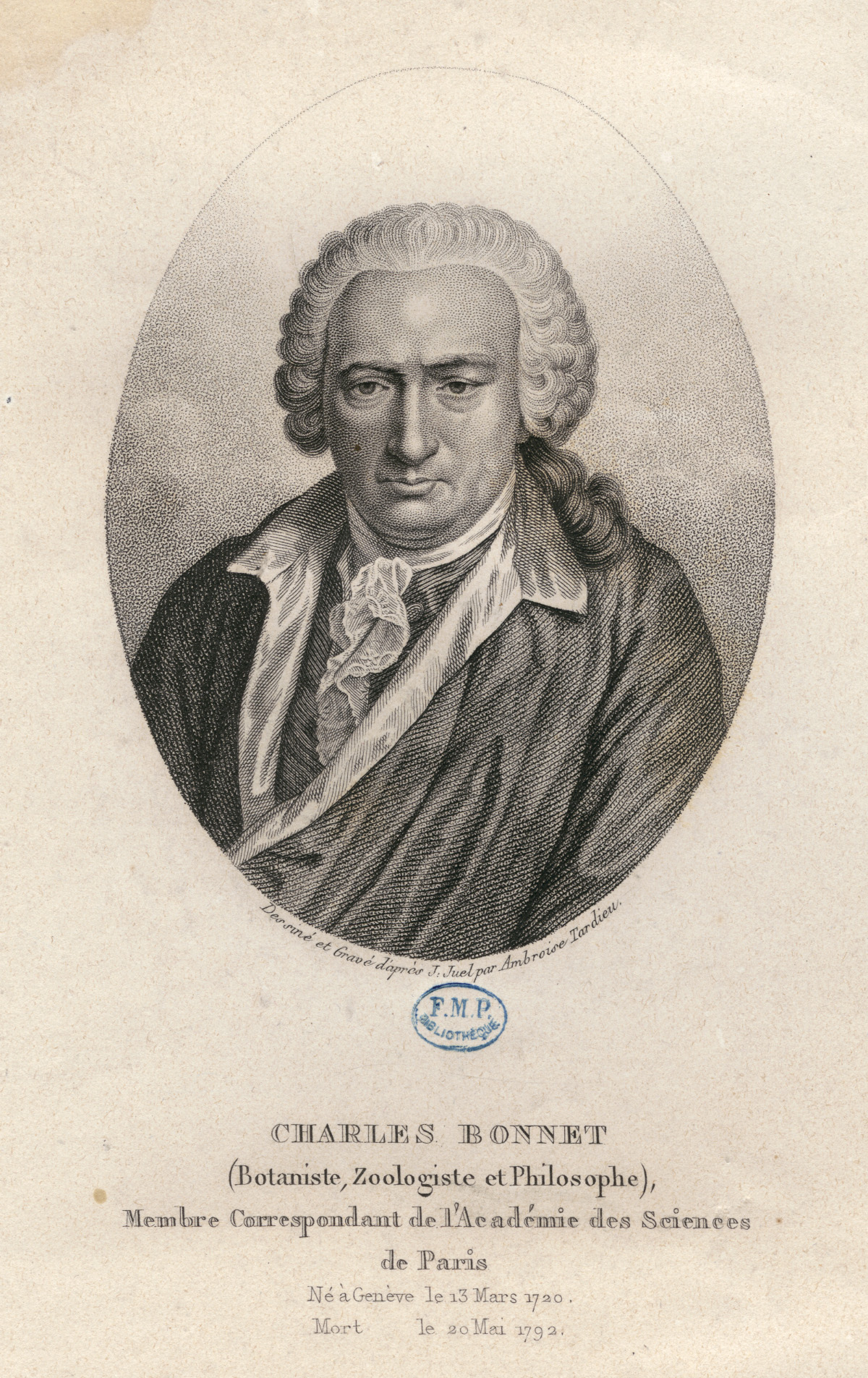
Charles Bonnet (1720-1793), Collection de portraits, s.d., Gravure au burin d'Ambroise Tardieu d'après Jens Juel.

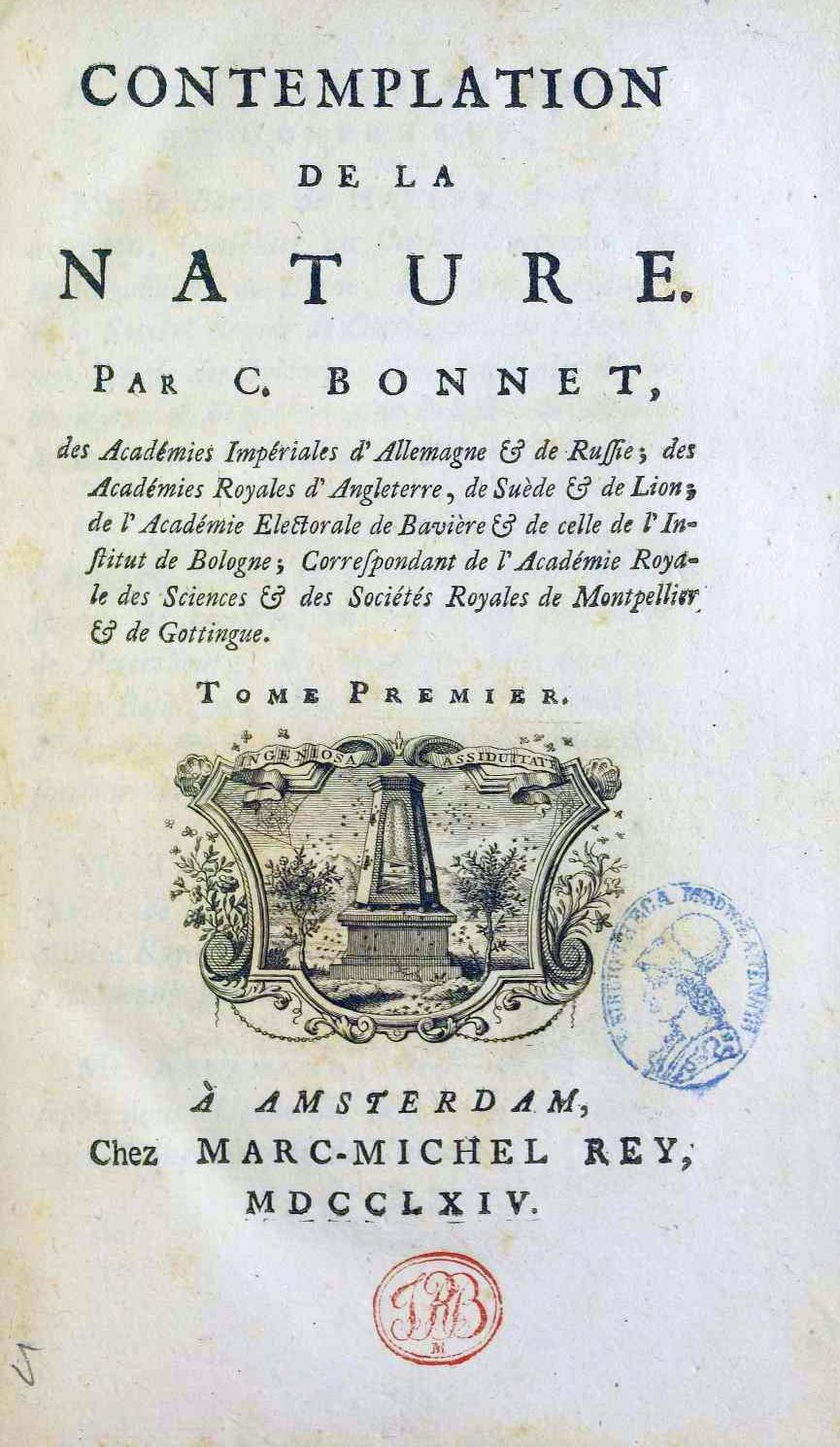
Contemplation de la nature, 1764.

- Traité d'insectologie ou Observations sur quelques espèces de vers d'eau douce, qui coupés par morceaux, deviennent autant d'animaux complets, Paris, 1745 (numérisation e-rara) DOI 10.3931/e-rara-9827.
- Recherches sur l'usage des feuilles dans les plantes, Leyde 1754 (numérisation Google livres)
- Essai de psychologie, (anonyme), Leyde, 1754
- Essai analytique sur les facultés de l'âme, Copenhague, Frères Cl. et Ant. Philibert, 1760
- Considérations sur les corps organisés, Amsterdam, 1762
  - En ligne : vol. 1, vol. 2
- Contemplation de la nature, Amsterdam, 1764
  - En ligne : vol. 1, vol. 2
- La palingénésie philosophique, Genève, 1769
- Œuvres d'histoire naturelle et de philosophie, 8 vol., Neuchâtel, 1779–1783Œuvres complètes, 8 volumes in-4 ou 18 volumes in-8.
- Mémoires autobiographiques, Paris, Vrin, 1948[9]

### Correspondance
- Lettre de M. Charles Bonnet. Au sujet du discours de M. J. J. Rousseau de Genève, sur l'origine et les fondements de l'inégalité parmi les hommes — Reproduction, dans les Œuvres de Rousseau, de la lettre de Bonnet parue dans le Mercure de France
- Deux lettres de Bonnet à Spallanzani, Lazzaro Spallanzani, Fisica animale e vegetabile del Sig. Abate Spallanzani : esposta in dissertazioni colla giunta di due scritti sullo stesso argomento del celebre Sig. Bonnet indiretti all' autore, t. 3, Venise, Bassaglia, 1782, p. 185 — Les lettres sont en français.
- Jean-Paul Nicolas, La correspondance Charles Bonnet—Michel Adanson, Paris, Bibliothèque Nationale, 1969
- On trouvera plusieurs lettres dans l'ouvrage du duc de Caraman, entre autres un échange avec Gabriel Cramer sur la liberté humaine[10].